# Ficus guatemalana
Ficus guatemalana là một loài thực vật có hoa trong họ Moraceae. Loài này được Miq. mô tả khoa học đầu tiên năm 1867.